# Svenstrup (Borup Sogn)
 For alternative betydninger, se Svenstrup. (Se også artikler, som begynder med Svenstrup)
Herregården Svenstrup  er en gammel sædegård, som nævnes første gang i et testamente, som Jacob Sunesens datter Ingerd oprettede 1257. Gården ligger 1 kilometer vest for banen København - Korsør, tæt ved vejen til Borup. Svenstrup ligger i Borup Sogn i Køge Kommune.  
Den nyklassicistiske hovedbygning er opført i 1782-84 af Johan Christian Kitzling for vicelandsdommer Jens Bruun de Neergaard og restaureret af Vilhelm Holck i 1890'erne. Svenstrup fremstår som et hovedhus flankeret af to mindre fløje beliggende i et udstrakt park- og naturlandskab. Herregården er udformet som et trefløjet anlæg opført med ydermure i mursten, der er pudsede og kalkede i en hvidlig-lysegul farve, og beklædt med sandstensudsmykninger omkring hovedportal og vinduer. Hovedfløjen har en midtrisalit med attika, vaser og slægtens våben udført i sandsten og modelleret over Nicolas-Henri Jardins forbilleder. Holck lod indrette en række sale i nyrokokostil i hovedbygningen, og han lod også fra 1894 til 1896 opføre en stald med to tjenesteboliger, et hundehus, en havepavillon og en fårestald samt hegnsmure og gitre mm. Bygningen blev fredet allerede i 1918, og fredningen blev i 2001 udvidet til også at omfatte Holcks bygninger.
i 1794 tilkøbte Ane Marie de Neergaard det nærliggende Skjoldenæsholm Gods. Efter mange årtier med samdrift overgik godset til en anden gren af slægten. I februar 2015 tilbagekøbtes Skjoldenæsholm Land- og Skovbrug, hvorved de to ejendomme blev genforenet.
Svenstrup Gods er på 2.505 hektar med Overdrevsgård og Egesgård og dermed et af Sjællands største godser. Hertil kommer tilliggendet på Skjoldenæsholm på 1.900 hektar.  

## Ulovlig høgefælde
I efteråret 2017 blev der fundet en ulovlig høgefælde på Svenstrup Gods med levende duer i, på trods af at jagt på rovfugle har været forbudt siden 1967. Godsets ejer Christian Wedell-Neergaard tog stærkt afstand fra ulovlighederne og tog konsekvensen heraf og fyrede skytten. Forholdet blev anmeldt af Dansk Ornitologisk Forening. Danmarks Jægerforbund tog afstand fra fælden.

## Ejere af Svenstrup
- (før 1257) Ingerd Jacobsdatter Sunesen.
- (1257-1454) Antvorskov Kloster.
- (1454-1536) Roskilde Bispestol.
- (1536-1539) Kronen.
- (1539-1550) Karen Hansdatter Breide gift Lange (lensmand).
- (1550-1565) Mikkel Sehested (lensmand).
- (1565-1570) Birthe Clausdatter Bille gift Galde (lensmand).
- (1570-1574) Roskilde Bispestol (lensmand).
- (1574-1577) Eggert Ulfeldt (lensmand).
- (1588-1589) Niels Parsberg (lensmand).
- (1589-1592) Jørgen Ottesen Rosenkrantz (lensmand).
- (1592-1594) Jørgen Barnekow (lensmand).
- (1594-1596) Christen Holck (lensmand).
- (1596-1612) Eustachius von Thümen (lensmand).
- (1612-1618) Peder Basse (lensmand).
- (1618) Christen Hansen Baden (lensmand).
- (1618-1622) Frederik Reedtz (lensmand).
- (1622-1666) Roskilde Domkapitel.
- (1666-1668) Hans Svane.
- (1668-1670) Marie Fuiren gift Svane.
- (1670-1730) Frederik Hansen Svane.
- (1730-1744) Marie Frederiksdatter Svane gift (1) Friis (2) Oertz.
- (1744-1751) Frederik greve Oertz.
- (1751-1763) Peter Johansen Neergaard.
- (1763-1788) Jens Petersen Bruun de Neergaard.
- (1788-1802) Anna Marie Jensdatter Møller gift Bruun de Neergaard.
- (1802-1846) Johan Andreas Jensen Bruun de Neergaard.
- (1846-1893) Joachim Peter Christian Johansen Bruun de Neergaard.
- (1893-1926) Joachim Gustavsen baron Wedell-Neergaard
- (1926-1937) Henny Caroline Julie Christiansdatter komtesse Moltke gift Wedell-Neergaard.
- (1937-1949) Christian Joachimsen baron Wedell-Neergaard.
- (1949-1989) Jens Christiansen baron Wedell-Neergaard.
- (1989-2020) Christian Jørgen Jens baron Wedell-Neergaard.
- (2020-) Maria Benedicte baronesse Wedell-Neergaard

## Tilhørende besiddelser
Der har til godset eksisteret et teglværk på matrikel 1ah på grænsen til Vigersted Sogn, syd for overdrevsgården, vest for jernbanen. Teglværket er nedrevet, og der er i dag intet tilbage. Dog eksister et hus på Dyrehavevej 6, der benævnes Teglværkshuset.
Komplekset med teglværket har bestået af 4-5 bygninger plus selve teglværket. 
Nutidigt (anno 2009) ligger markeringene af ruinerne af teglværket i T-krydset ved Dyrehavevej 6, og Ågerupvej. Der findes på Kort og Matrikelstyrelsens hjemmeside et matrikelkort dateret 1808-1859 & 1879 – 1961, der dokumenterer eksistensens af teglværket, men dette ses ikke efter 1961. Ejerlav registreret på kortet: 'Svenstrup Hgd., Borup'. På luftfoto ses ruinområdet tydeligt. Hvornår teglværket er bygget og nedrevet vides ikke med nøjagtighed. Man kan på Folketællinger fra 1787 - 1890 finde Teglværket nævnt med (Teglbrændere og Håndstrygere nævnt indtil 1870). Man må formode at Teglværket som industri er opgivet omkring 1880 hvorefter arbejderhusene har været lejet ud. Teglovnene er blevet udgravet og undersøgt i perioden 1969-1972. Den ene ovn var indbygget i en gravhøj fra oldtiden og den anden var en fritliggende firkantet ovn.  